# Samuli Pohjamo
Samuli Pohjamo este un om politic finlandez, membru al Parlamentului European în perioada 1999-2004 din partea Finlandei.
1. 1 2  Deputații în Parlamentul European